# SN 2004fp
SN 2004fp – supernowa typu II odkryta 13 października 2004 roku w galaktyce A022953-0901. W momencie odkrycia miała maksymalną jasność 21,60m.